# Eopsaltria australis
Il pigliamosche australiano pettogiallo (Eopsaltria australis Shaw, 1790) è un uccello della famiglia dei Petroicidi originario dell'Australia orientale e sud-orientale.

## Tassonomia
Il pigliamosche australiano pettogiallo è stato descritto per la prima volta dall'ornitologo George Shaw nel 1790. Se ne riconoscono due sottospecie:
- E. a. chrysorrhos Gould, 1869 (Australia nord-orientale e orientale);
- E. a. australis (Shaw, 1790) (Australia orientale e sud-orientale).

In passato venivano entrambe considerate due specie a parte, note rispettivamente come pigliamosche pettogiallo settentrionale e pigliamosche pettogiallo meridionale.
Al contrario, nel 1979, l'ornitologo Julian Ford suggerì di classificare in un'unica specie il pigliamosche australiano pettogiallo e il pigliamosche australiano pettogrigio, dal momento che il richiamo, l'ecologia e il comportamento delle due specie sono molto simili. Infatti, se a una delle due specie viene fatta ascoltare la registrazione del canto dell'altra, essa risponderà proprio come se si trattasse di un conspecifico.
Come tutti i Petroicidi, detti anche pettirossi australasiatici, il pigliamosche australiano pettogiallo non è affatto imparentato con il pettirosso europeo né con il pettirosso americano, ma appartiene al parvordine dei Corvida, che comprende molti Passeriformi tropicali e australiani, tra i quali i Pardalotidi, i Maluridi, i Melifagidi e i Corvidi. Appartiene al genere Eopsaltria, le cui specie, tutte australiane, sono note colloquialmente come Yellow Robins («pettirossi gialli») per distinguerle dai cosiddetti Red Robins («pettirossi rossi»), nome con il quale vengono indicate le specie del genere Petroica.

## Descrizione
Con una lunghezza di 15–16 cm, il pigliamosche australiano pettogiallo è uno dei Petroicidi di maggiori dimensioni, nonché uno di quelli più facilmente avvistabili. Ciascuna coppia o piccolo gruppetto familiare occupa un proprio territorio - talvolta per tutto l'anno o solamente per una stagione - e la specie non sembra risentire affatto della vicinanza dell'uomo. Sembra che non effettui migrazioni su lunghe distanze, ma compie piccoli spostamenti locali stagionali, in particolare da altitudini maggiori a quelle inferiori e viceversa.

## Distribuzione e habitat
L'areale del pigliamosche australiano pettogiallo va dall'estremità sud-orientale dell'Australia Meridionale, attraverso gran parte del Victoria e della metà occidentale del Nuovo Galles del Sud, fino a Cooktown a nord. La sottospecie settentrionale, relegata all'estremità settentrionale del Queensland, è separata da quella meridionale dal clima rigido della Grande Catena Divisoria. Occupa una vasta gamma di habitat: brughiere, distese di mallee, boschetti di acacie, aree boschive e foreste di sclerofille, ma si incontra perlopiù in zone più umide o nei pressi di corsi d'acqua.

## Biologia
Come tutti i Petroicidi, il pigliamosche australiano pettogiallo tende a occupare zone riparate e ombrose, dove trascorre gran parte del tempo appollaiato su un tronco, una recinzione o un ramo inferiore di un albero, in attesa di una possibile preda. La sua dieta comprende molte piccole creature, in gran parte insetti. La nidificazione avviene in primavera e, così come per molti altri uccelli australiani, è spesso comunitaria. Il nido è costituito da una struttura a forma di coppa fatta di sottili fibre vegetali e tela di ragno, generalmente posta alla biforcatura di un albero, e ricoperta ad arte con licheni, muschio, corteccia o foglie.